# Edgar Thomson Steel Works
40°23′31″ пн. ш. 79°51′14″ зх. д. / 40.392° пн. ш. 79.854° зх. д.
Металургійний завод Едгара Томсона (англ. Edgar Thomson Steel Works) — металургійний завод у районі Піттсбурга, у містах Бреддок і Північний Бреддок, штат Пенсільванія. Він працює з 1875 року. Зараз він належить компанії U.S. Steel і відомий як Mon Valley Works — Edgar Thomson Plant.
Металургійний завод Edgar Thomson Steel Works був спроектований і побудований завдяки процесу Бессемера, першому недорогому промисловому процесу для масового виробництва сталі.

## Інтернет-ресурси
- Edgar Thomson Steel Works at Historic Pittsburgh